# キテレツ大百科 スーパー・ベスト
『キテレツ大百科 スーパー・ベスト』（キテレツだいひゃっか スーパー・ベスト）は、テレビアニメ『キテレツ大百科』のベストアルバム。2004年1月21日にコロムビアミュージックエンタテインメント（現：日本コロムビア）から発売された。

## 概要
- テレビアニメ『キテレツ大百科』のTVシリーズと90分スペシャル番組の主題歌全曲とコロちゃんパック上の楽曲など（ボーナストラック含む）が収録されている[2]。

- 『キテレツ大百科』の主題歌にまつわるアルバムCDは1992年の『お料理行進曲』となった時点で『キテレツ大百科 ソング・コレクション'92』として発売されている[3]。本作の1-4,6-12トラックと「コロ助ROCK'91」を収録している。本作の「コロ助ROCK」はシングル版であるが、『ソング・コレクション'92』では新録音した「コロ助ROCK'92」が代わりに収録されている。

- テレビアニメ版のDVDが2003年5月から順次発売開始された（発売元:ファイブエース、販売元:エイベックス・マーケティング）ことに伴う連動企画とされ、CDジャケットは、DVD版のパッケージデザインに沿ったものとなっている。デザインは、笑っているコロ助（DVD1巻・よりぬきDVD1巻と同じカット）を中心に、ロゴの中に航時機に乗った木手英一、登場キャラの集合にはブタゴリラ・トンガリ・みよ子・勉三・豆コロ・キテレツ斎・英一が作った発明品が描れている。

- 翌2月には同じ藤子F原作のアニメ版パーマンの全主題歌を収録した「パーマン ザ★ベスト」がコロムビアの同じ制作部門（コロムビアハウス）から発売されている。これは同年の映画化を記念して企画されたものである。
- 2004年は本作の原作掲載から30周年を迎えた年でもあるが、『映画ドラえもん25周年』の年でもあったため、ドラえもん関係のCDが同社から複数発売されるなど、結果として藤子F原作アニメのCDが多く発売された年となった。

## 収録曲
1. お嫁さんになってあげないゾ
  - 作詞：森雪之丞／作曲：池毅／編曲：山本健司／歌：守谷香
  - TVシリーズ第1回 - 第24回オープニングテーマ
2. マジカルBoy マジカルHeart
  - 作詞：神原冬子／作曲：池毅／編曲：山本健司／歌：守谷香
  - TVシリーズ第1回 - 第16回エンディングテーマ
3. レースのカーディガン
  - 作詞：松本隆／作曲：来生たかお／編曲：萩田光雄／歌：坂上香織
  - TVシリーズ第17回 - 第24回エンディングテーマ
4. ボディーだけレディー
  - 作詞：森雪之丞／作曲：林哲司／編曲：山本健司／歌：内田順子
  - TVシリーズ第25回 - 第60回オープニングテーマ
5. コロ助ROCK
  - 作詞：森雪之丞／作曲：林哲司／編曲：山本健司／歌：内田順子
  - TVシリーズ第25回 - 第60回エンディングテーマ
6. 夢みる時間
  - 作詞：吉元由美／作曲：林哲司／編曲：山本健司／歌：森恵
  - TVシリーズ第61回 - 第86回オープニングテーマ
7. フェルトのペンケース
  - 作詞：岩室後子／作曲：来生たかお／編曲：山本健司／歌：森恵
  - TVシリーズ第61回 - 第86回エンディングテーマ
8. はじめてのチュウ
  - 作詞・作曲・編曲：実川俊晴／歌：あんしんパパ
  - TVシリーズ第87回 - 第108回オープニングテーマ、第109回 - 第170回・第213回 - 第290回・第311回 - 第331回（最終回）エンディングテーマ
9. メリーはただのともだち
  - 作詞・作曲・編曲：実川俊晴／歌：藤田淑子
  - TVシリーズ第87回 - 第108回エンディングテーマ
10. すいみん不足
  - 作詞・作曲・編曲・歌：CHICKS
  - TVシリーズ第109回 - 第170回オープニングテーマ
11. お料理行進曲
  - 作詞：森雪之丞／作曲・編曲：平間あきひこ／歌：YUKA
  - TVシリーズ第171回 - 第331回（最終回）オープニングテーマ
12. HAPPY BIRTHDAY
  - 作詞：森雪之丞／作曲：清岡千穂／編曲：藤原いくろう／歌：YUKA
  - TVシリーズ第171回 - 第212回エンディングテーマ
13. うわさのキッス
  - 作詞：工藤哲雄／作曲：都志見隆／編曲：白井良明／歌：TOKIO
  - TVシリーズ第291回 - 第310回エンディングテーマ
14. キテレツ大百科
  - 作詞：おこちそう／作曲・編曲：細野晴臣／歌：堀江美都子
  - 90分スペシャル番組『藤子不二雄のキテレツ大百科』オープニングテーマ
15. コロ助まちをゆく
  - 作詞：おこちそう／作曲・編曲：細野晴臣／歌：山田恭子
  - 90分スペシャル番組『藤子不二雄のキテレツ大百科』エンディングテーマ
16. キミと結婚したら! (キテレツのテーマ)
  - 作詞：森雪之丞／作曲：池毅／編曲：山本健司／歌：藤田淑子
  - コロちゃんパック『キテレツ大百科』（1988年9月1日発売）収録楽曲
17. ドキドキFRIENDLY (コロ助のテーマ)
  - 作詞：森雪之丞／作曲：池毅／編曲：山本健司／歌：小山茉美
  - コロちゃんパック『キテレツ大百科』（1988年9月1日発売）収録楽曲
18. コロ助ROCK'91
  - 作詞：森雪之丞／作曲：林哲司／編曲：山本健司／歌：内田順子
  - 1990年10月21日発売シングル「すいみん不足」のカップリング曲
19. はじめてのチュウ（ニューヴァージョン）
  - 作詞、作曲、編曲：実川俊晴／歌：あんしんパパ
  - 1995年11月1日発売アルバム『あんしんパパストーリー〜青春篇〜』収録楽曲